# Gare de Grua
Pour les articles homonymes, voir Grua.
La gare de Grua est une gare ferroviaire de la Gjøvikbanen, située dans le village de Grua (en), lui-même situé dans la commune de Lunner. 

## Situation ferroviaire
Établie à 371,1 mètres d'altitude, la gare est située à 53,39 km d'Oslo.

## Histoire
La gare  fut ouverte en 1901 en tant que halte ferroviaire, un an après l'ouverture complète de la ligne. Elle obtint le statut de gare ferroviaire pour trafics passager et marchandise en 1904 lorsque le bâtiment de la gare fut achevé. En 1972, la gare fut automatisée. 

## Service des voyageurs

### Accueil
Il n'y a ni guichet ni automate mais une salle d'attente ouverte du 1er octobre au 1er mai, du lundi au samedi de 4h15 à 18h et le dimanche de 12h à 20h. Il y a également une aubette sur chaque quai.

### Desserte
La gare est desservie  par des trains locaux et régionaux en direction de Jaren, Gjøvik et Oslo.

### Intermodalité
La gare a un  parking de d'environ cinquante places et d'un parc à vélo. Un arrêt de bus se situe à proximité de la gare.